# 霍金斯縣 (田納西州)
霍金斯县（英語：Hawkins County）是美國田納西州東北部的一個縣，北鄰維吉尼亞州。面積1,294平方公里。根据美國2000年人口普查，共有人口53,563人。縣治羅傑斯維爾（Rogersville）。
成立於1786年11月18日。縣名紀念大陸會議代表、聯邦參議員本傑明·霍金斯。